# Bernd Seehase
Bernd Seehase (* 1952 in Berlin) ist ein ehemaliger deutscher Handballspieler. Der rechte Rückraumspieler spielte für die Füchse Berlin Reinickendorf und den TSV Grün-Weiß Dankersen in der Bundesliga.

## Karriere
Der 1,93 m große Seehase begann in seiner Heimatstadt Berlin mit dem Handballspielen. Über den BSC Rehberge 1945 und den Charlottenburger HC kam er 1974 zu den Füchsen Berlin Reinickendorf. 1977 scheiterte ein bereits als perfekt gemeldeter Wechsel zum THW Kiel. 1979 schloss er sich dem TSV Grün-Weiß Dankersen an, ging nach vier Jahren zurück zu den Füchsen und eine Saison später zurück nach Dankersen. Nach einem Disput mit Trainer Friedrich Spannuth warf dieser ihn Ende der Saison 1987/88 aus dem Kader und Seehase wechselte zum Regionalligisten Union 73 Bad Salzuflen. Nach einer Verletzung im Oktober 1989 lief er nicht mehr für den Verein auf und wurde im März 1990 von Minden reaktiviert, um im Abstiegskampf der 2. Bundesliga zu helfen. In der folgenden Saison spielte er in der vierten Mannschaft weiter, wurde im November 1991 allerdings erneut für die erste Mannschaft reaktiviert und spielte die Saison zu Ende. Danach beendete er endgültig seine aktive Laufbahn und spielte fortan Tennis und Golf.
Seehase debütierte am 14. November 1980 gegen Island in Reykjavík für die deutsche Nationalmannschaft. Insgesamt bestritt er fünf Länderspiele, bei denen er vier Tore erzielte.